# Wilhelm Tusker
Ks. Wilhelm Tusker (ur. 20 stycznia 1835 w Starej Wsi, zm. 6 stycznia 1924 w Mszanie) – polski ksiądz katolicki. Budowniczy kościoła Parafii św. Jerzego w Mszanie.

## Życiorys
Święcenia kapłańskie otrzymał 6 lipca 1862. Do Mszany przybył jako administrator w 1885, rok później został proboszczem i tutaj pozostał aż do swojej śmierci. Jego grób znajduje się na miejscowym cmentarzu. Został zapamiętany jako budowniczy nowego, murowanego kościoła, który powstał w 1898. Obecnie, jedna z ulic w Mszanie nosi imię ks. Wilhelma Tuskera.